# Безсоромні (телесеріал, США)
«Безсоромні» (англ. Shameless) — американський телесеріал, що виходив на каналі «Showtime» з 9 січня 2011 року до 11 квітня 2021 року. Серіал є адаптацією популярного британського серіалу. Дія телесеріалу розгортається в південній частині Чикаго і знімається по всьому місту, а також в Лос-Анджелесі. Зйомки в приміщенні проходили на студії Warner Brothers. 

## Сюжет
Серіал розповідає про неблагополучну сім'ю Френка Ґаллагера, батька-одинака, у якого шестеро дітей. У той час, як він проводить свої дні в алкогольному сп'янінні, його діти вчаться жити самостійно.

## Персонажі
- Френк Ґаллагер — алкоголік, егоїст, брехун, дрібний шахрай. Остаточно спився після того, як втекла його дружина Моніка. Постійно вплутується в неприємності. Незважаючи на алкоголізм, Френк веде досить активне сексуальне життя і використовує залишки своєї чоловічої привабливості для того, щоб отримати чергову вигоду.
- Моніка Ґаллагер — вічно зникаюча мати сімейства, страждає на біполярний розлад — психічне захворювання різких змін настрою, страждає на наркоманію.
- Фіона Ґаллагер (23) — старша дочка Френка. Після втечі матері взяла на себе турботу про молодших братів і сестру, тому так і не довчилася в школі. Фіона працює офіціанткою і прибиральницею.
- Вероніка Фішер — близька подруга Фіони, живе по сусідству, працює медсестрою в будинку для літніх людей. Вероніка ставиться до Фіони дуже ніжно і щиро про неї піклується.
- Кев Болл — чоловік Вероніки. Працює барменом в закладі, де постійно зависає Френк. Щоб заробити, вирощує травку. Добрий, порядний, разом з Веронікою намагається допомагати сімейству Галлагерів.
- Філіп «Ліп» Ґаллагер (19) — старший з братів. Вундеркінд, володіє неймовірними здібностями до наук, особливо до математики та фізики.
- Йен Ґаллагер (18) — середній з братів. Коли старший брат знаходить у нього порножурнал з чоловіками, намагається з'ясувати чи не приховує брат щось. Не відразу, але все ж поступово усвідомлює і приймає, що його брат — гей, пізніше, ще декілька людей — Фіона, Френк, Моніка, Міккі, Менді, знають про це.
- Деббі Ґаллагер (Емма-Роуз Кінні) (15) — одна з дітей Френка і Моніки, відрізняється від інших своїм яскравим світобаченням та сподіванням на краще.
- Карл Ґаллагер (14) — другий з наймолодших дітей. Має кримінальні задатки. Увесь час потрапляє в халепи. Любить зброю та є улюленим сином Френка.
- Ліам Ґаллагер (4) — наймолодший з дітей. Єдина темношкіра дитина сімейства, бо успадкувала ген бабусі Френка, що мала зв'язок зі джазовим музикантом. Всі діти його люблять.
- Стів (Джиммі, Джек) — тимчасови хлопець Фіони.  Шахрай-маніпулятор, який довго і наполегливо доглядає за нею, намагаючись заслужити довіру. Заробляє на життя викраденням дорогих автомобілів. Приховує, що він з привілейованої сім'ї та своє справжнє ім'я.
- Шейла Джексон - мати Карен. З'являється в сезонах з 1 по 5. Стає головною коханою Френка протягом перших п'яти сезонів. Страждає на психічний розлад — агрофобію, що стає частиною сюжету.
- Карен Джексон - колишня головна героїня першого та другого сезонів, дочка Шейли, навчається з Ліпом. Мала стосунки із Ліпом, але через свою самозакоханність вони були надскладними та не змогли розвинутись далі.
- Менді Мілковіч — однокласниця Йена, з кримінальної сім'ї, намагалась звабити Йена, але отримала відмову, після чого вони стали хорошими друзями. Мала стосунки з Ліпом Ґаллагером.
- Міккі Мілковіч — старший брат Менді, відомий як один із найагресивніших районних бандитів; він вкрав кілька речей з магазинів, був відправлений до в'язниці для неповнолітніх у ранньому віці та виховувався серед великої кількості зброї вдома.